# The Visitor (album)
The Visitor je studiové album kanadského hudebníka Neila Younga. Vydáno bylo 1. prosince roku 2017 společností Reprise Records. Po albu The Monsanto Years (2015) jde o Youngův druhý studiový počin nahraný za doprovodu kapely Promise of the Real. První píseň z alba nazvaná „Children of Destiny“ byla uvedena již v červenci 2017. Druhá „Already Great“ následovala spolu s oznámením vydání desky počátkem listopadu toho roku. Spolu s Youngem desku produkoval jeho dlouholetý spolupracovník John Hanlon. Výjimkou je píseň „Children of Destiny“, kterou produkoval Niko Bolas.

## Seznam skladeb
Autorem všech skladeb je Neil Young.
1. Already Great
2. Fly By Night Deal
3. Almost Always
4. Stand Tall
5. Change of Heart
6. Carnival
7. Diggin' a Hole
8. Children of Destiny
9. When Bad Got Good
10. Forever

## Obsazení
- Neil Young – zpěv, kytara, harmonika, klavír, píšťalka
- Lukas Nelson – kytara, mandolína, zvonkohra, varhany, zpěv
- Micah Nelson – kytara, klavír, varhany, zpěv
- Anthony LoGerfo – bicí
- Tato Melgar – perkuse
- Corey McCormick – baskytara, zpěv
- David Parmeter – kontrabas
- Mike Valerio – kontrabas
- Gina Seo – doprovodné vokály
- Jenna Vitolo – doprovodné vokály
- Paula Salvatore – doprovodné vokály
- Stephanie Wittmer – doprovodné vokály
- Rose Corrigan – fagot
- Giovanna Clayton – violoncello
- Ross Gasworth – violoncello
- Tim Loo – violoncello
- Vanessa Freebairn-Smith – violoncello
- Dan Higgins – klarinet
- Don Foster – klarinet
- Chris Walden – dirigent, orchestrace, aranžmá
- Gina Zimmitti – kontraktor
- Jenni Olson – flétna
- Allen Fogle – francouzský roh
- Dave Everson – francouzský roh
- Jennie Kim – francouzský roh
- Mark Adams – francouzský roh
- Katie Kirkpatrick – harfa
- Lara Wickes – hoboj
- Alan Kaplan – pozoun
- Andy Martin – pozoun
- Bill Reichenbach – pozoun
- Rob Schaer – trubka
- Thomas Hooten – trubka
- Wayne Bergeron – trubka
- Gary Hickman – tuba
- Caroline Buckman – viola
- Luke Maurer – viola
- Matt Funes – viola
- Shawn Mann – viola
- Belinda Broughton – housle
- Charlie Bisharat – housle
- Christian Hebel – housle
- Grace Oh – housle
- Ina Veli – housle
- Joel Pargman – housle
- Katia Popov – housle
- Lucia Micarelli – housle
- Mark Robertson – housle
- Natalie Leggett – housle
- Nina Evtuhov – housle
- Radu Pieptea – housle
- Sara Parkins – housle
- Serena McKinney – housle
- Songa Lee – housle
- Tereza Stanislav – housle